# تاكومو نيشيهارا
تاكومو نيشيهارا (باليابانية: 西原拓夢) هو لاعب كرة قدم ياباني في مركز الهجوم، ولد في 17 يوليو 1992 في أكاشي في اليابان. لعب مع نادي آياياوادي يونايتد.

## وصلات خارجية
- تاكومو نيشيهارا على موقع قاعدة بيانات كرة القدم.إي يو (الإنجليزية)
- تاكومو نيشيهارا على موقع Soccerway.com (الإنجليزية)